# Jeonbuk Hyundai Motors FC
El Jeonbuk Hyundai Motors FC és un club de futbol sud-coreà de la ciutat de Jeonju.

## Història
El club va ser fundat el gener de 1993 com a Wansan FC. Ingressà a la K-League el 1994 amb el nom de Jeonbuk Buffalo FC. El 12 de desembre de 1994 fou adquirit per Hyundai Motors. Posteriorment adoptà les denominacions Jeonbuk Dinos (1995), Jeonbuk Hyundai Dinos (1997) i Jeonbuk Hyundai Motors (2000). L'any 2006 es proclamà campió de la Lliga de Campions de l'AFC.

## Palmarès
- Lliga de Campions de l'AFC 2
  - 2006, 2016
- Lliga sud-coreana de futbol 9
  - 2009, 2011, 2014, 2015, 2017, 2018, 2019, 2020, 2021
- Copa sud-coreana de futbol 5
  - 2000, 2003, 2005, 2020, 2022
- Supercopa sud-coreana de futbol 1
  - 2004
- Copa President sud-coreana de futbol 1
  - 1999

## Entrenadors
A 19 de desembre de 2006. Només partits competitius.
| Nom           | Nac. | De            | A             | Rècord | Rècord | Rècord | Rècord |
| Nom           | Nac. | De            | A             | P      | G      | E      | P      |
| ------------- | ---- | ------------- | ------------- | ------ | ------ | ------ | ------ |
| Kim Ki-Bok    |      | Desembre 1993 | Octubre 1994  | 36     | 5      | 5      | 26     |
| Cha Kyung-Bok |      | Novembre 1994 | Desembre 1996 | 75     | 23     | 16     | 36     |
| Choi Man-Hee  |      | Desembre 1996 | Juliol 2001   | 160    | 53     | 32     | 75     |
| Nam Dae-Sik   |      | Agost 2001    | Setembre 2001 | 14     | 2      | 6      | 6      |
| Cho Yoon-Hwan |      | Octubre 2001  | Juny 2005     | 137    | 47     | 49     | 41     |
| Kim Hyung-Yul |      | Juny 2005     | Juliol 2005   | 6      | 2      | 0      | 4      |
| Choi Kang-Hee |      | Juliol 2005   | Present       | 76     | 26     | 19     | 31     |

## Futbolistes destacats
- Kim Do-Hoon
- Cho Jae-Jin
- Choi Jin-Cheul
- Lee Kyung-Choon
- Park Seong Bae
- Seo Dong-Myung
- Seo Hyuk-Su
- Yoon Jung-Hwan
- Edmilson Dias de Lucena
- Vitaliy Parakhnevych
- Paulo Rink
- Léomar Leiria
- Magno Alves
- Raphael Jose Botti
- Zé Carlos
- Milton Rodriguez